# Bradysia wanzhii
Bradysia wanzhii är en tvåvingeart som beskrevs av Yang, Zhang och Yang 1998. Bradysia wanzhii ingår i släktet Bradysia och familjen sorgmyggor. Inga underarter finns listade i Catalogue of Life.